# ويليام هيغينز (لاعب كريكت)
ويليام هيغينز (بالإنجليزية: William Higgins)‏ (12 ديسمبر 1850 في المملكة المتحدة - 8 أبريل 1926) هو لاعب كريكت بريطاني (وحمل سابقاً جنسية المملكة المتحدة لبريطانيا العظمى وأيرلندا).

## وصلات خارجية
- ويليام هيغينز على موقع إي آس بي آن كريك إنفو (الإنجليزية)